# Pronophila juliani
Pronophila juliani är en fjärilsart som beskrevs av Adams och Bernard 1977. Pronophila juliani ingår i släktet Pronophila och familjen praktfjärilar. Inga underarter finns listade i Catalogue of Life.